# Bandera de la región de Ñuble
La bandera de la Región de Ñuble y el escudo son los símbolos de esta región.[cita requerida]
La bandera consiste en un paño blanco con el escudo de Ñuble en el centro.

## Diseño regionalista

Bandera utilizada por la ciudadanía para promover la creación de la región de Ñuble.

Existió una bandera que fue utilizada por ciertas personas para promover la creación de la Región del Ñuble, la que se dio en 2017.

## Banderas comunales
Algunas municipalidades de la Región de Ñuble poseen banderas propias.

Chillán Viejo
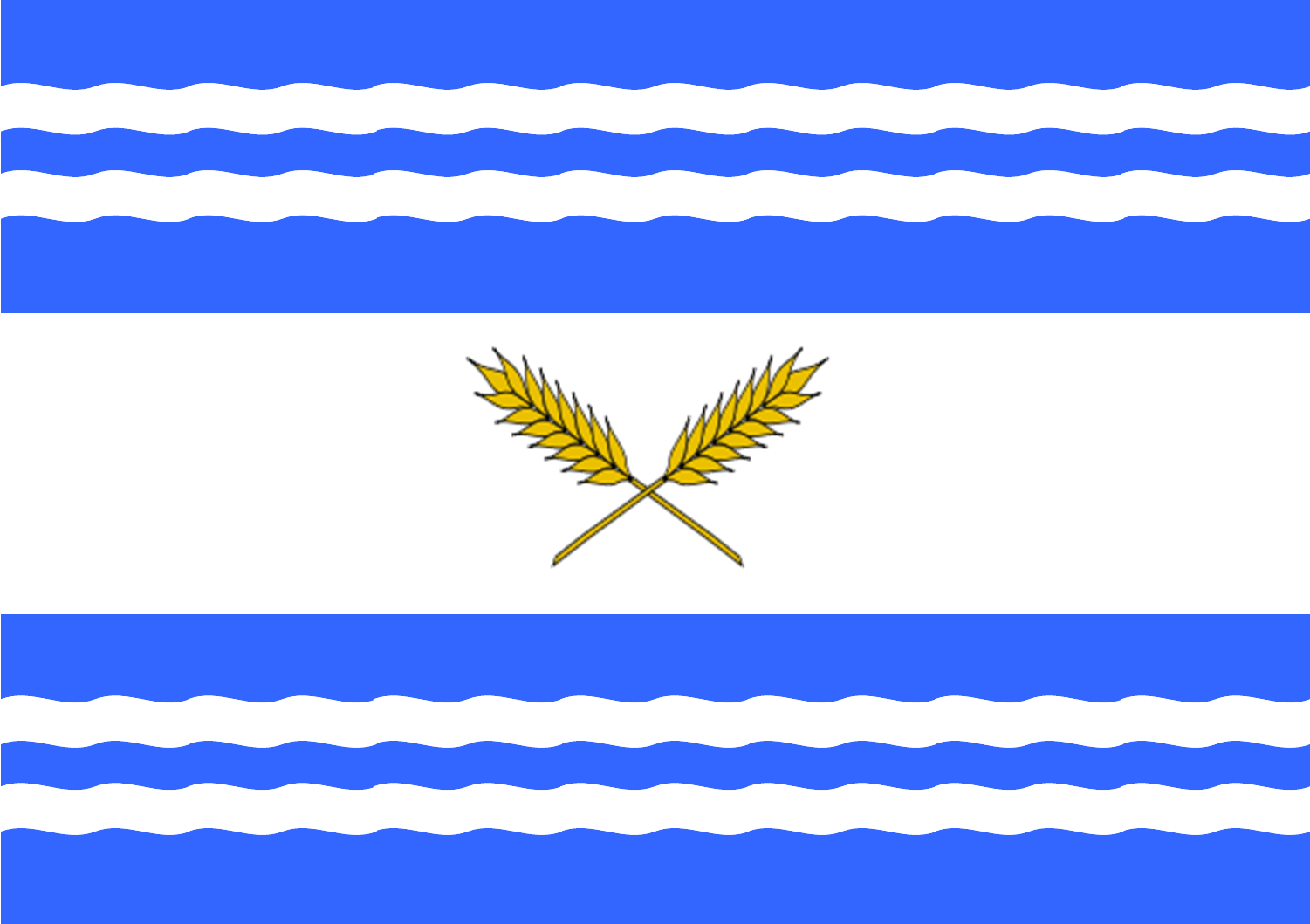
Ñiquén
Quirihue
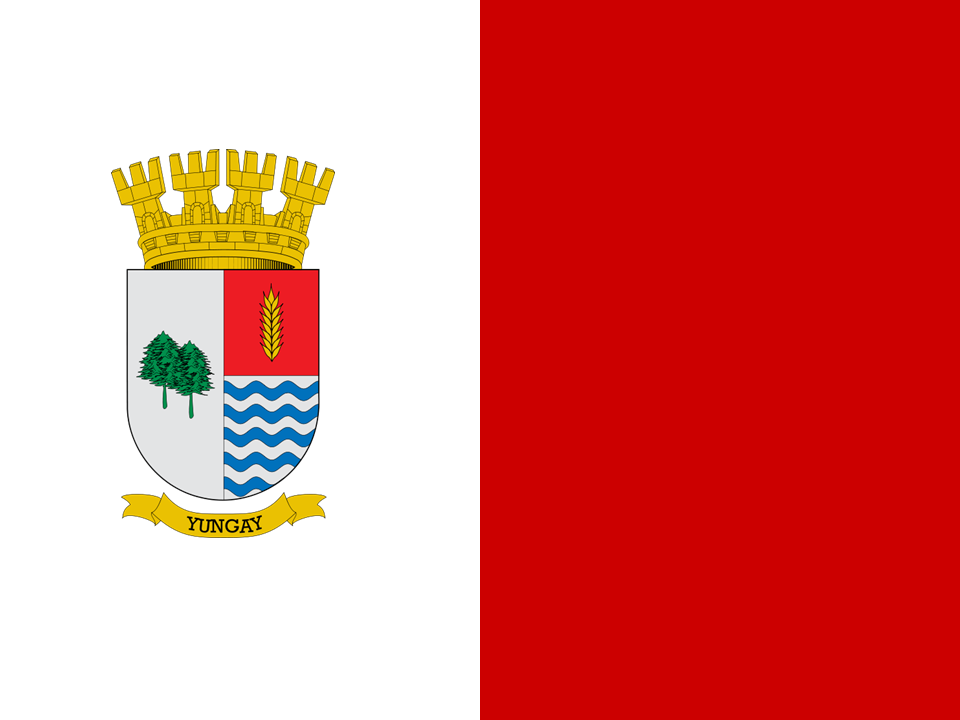
Yungay